# 毛耳鼠狐猴
毛耳鼠狐猴（学名：Allocebus trichotis）是一种产于马达加斯加东北部的狐猴，为毛耳鼠狐猴属下唯一一种。目前这种动物已经严重濒危，大约只有100-1000只。